# Badia del Vallès
Badia del Vallès és una vila i municipi de Catalunya situat a la comarca del Vallès Occidental. Limita amb Cerdanyola del Vallès, Barberà del Vallès i Sabadell. És un dels municipis amb la densitat de població més alta del país i un dels municipis més joves de Catalunya: el nou consistori es va constituir per primera vegada el 14 d'abril de 1994, amb el nom de Badia, modificat l'any següent. Abans l'àrea era coneguda com a Ciutat Badia.

## Geografia
- Llista de topònims de Badia del Vallès (Orografia: muntanyes, serres, collades, indrets..; hidrografia: rius, fonts...; edificis: cases, masies, esglésies, etc).

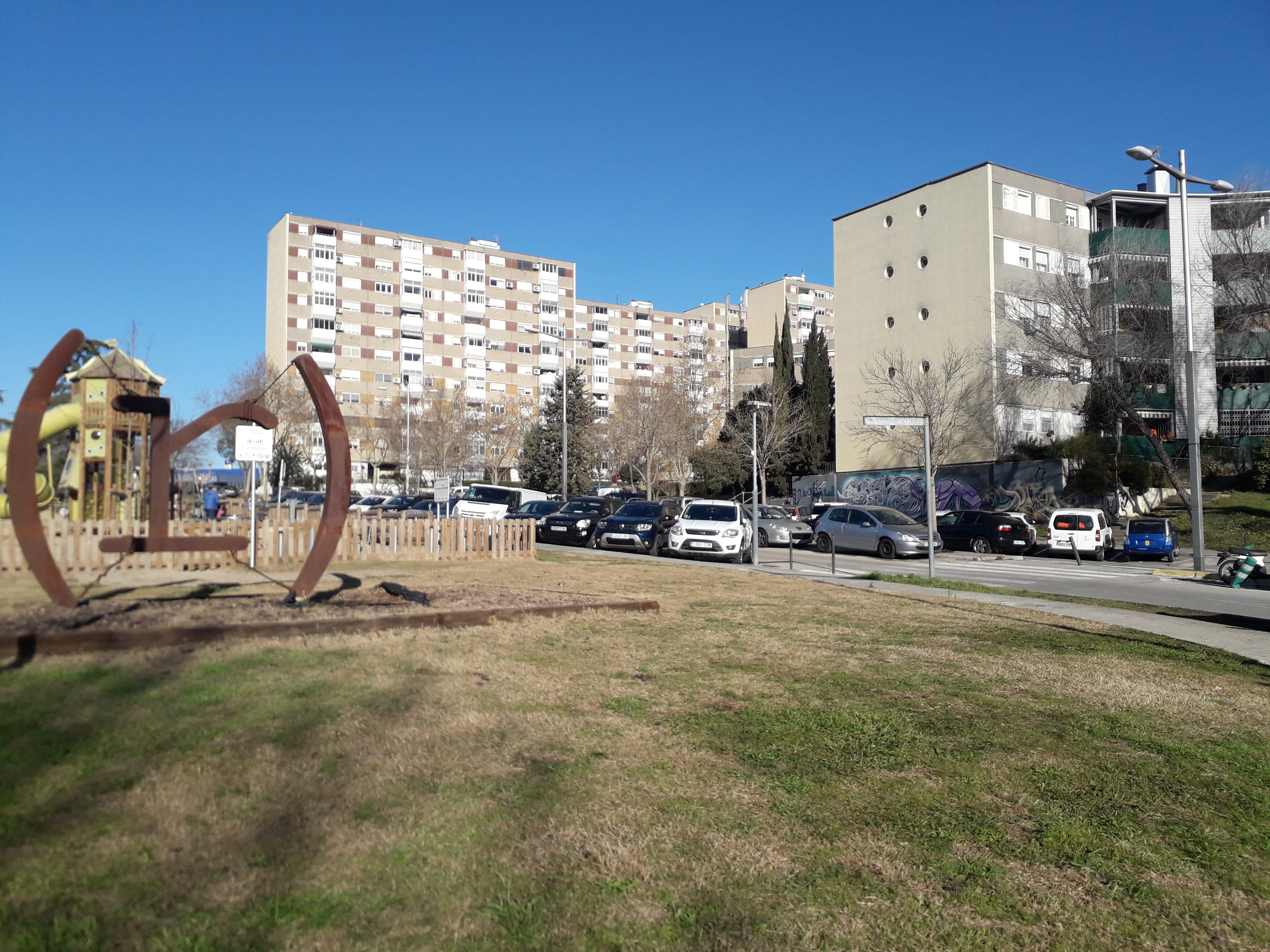
Parc de la Segona República

És un dels municipis més petits de Catalunya, amb tan sols 0,9 km² de superfície. Està situat a la depressió prelitoral catalana, a uns 120 metres d'alçada, sobre uns terrenys relativament plans, situats al nord del riu Sec. Justament el riu Sec limita el terme municipal amb Cerdanyola, mentre que l'est limita amb el terme de Barberà del Vallès i a l'oest amb el terme de Sabadell. Al centre del nucli hi ha els principals serveis així com l'ajuntament, la parròquia de Mare de Déu de la Mercè i el parc de Joan Oliver.

### Zones verdes
Badia del Vallès consta de diferents zones verdes, amplis passejos i zones d'esbarjo. El Parc Joan Oliver, situat entre la Biblioteca Municipal i la parròquia de Mare de Déu de la Mercè, és una gran zona verda de més de 8.000 m², amb zones de lleure infantil i esbarjo. Els arbres del parc són una mostra del bosc originari abans de la construcció de la ciutat. Altres parcs del terme són el Parc de les Illes Balears i el Bosc de la Bètica, ambdós espais testimonis del passat agroforestal de la ciutat i que també han conservat la cobertura arbòria prèvia a la urbanització. Recentment (2019) s'ha començat a enjardinar un nou espai, situat a la entrada del terme i a prop de la C-58, batejat com a Parc de la Segona República.

## Història
Badia es va crear als anys 70 del segle xx, amb el nom castellà de Ciudad Badía, durant les fortes migracions a Catalunya, mitjançant un pla de govern per crear habitatge a l'àrea metropolitana de Barcelona.
El municipi té el seu inici en la dècada dels 60, mitjançant un pla del govern espanyol que pretenia crear una zona d'habitatges a l'extraradi de Barberà del Vallès, en uns terrenys agrícoles que formaven part de les famílies Valls-Sanfeliu i Badia (llinatge que donà nom al nou barri). Havia de constar d'11.054 habitatges, i tots els serveis corresponents a aquest nombre d'habitants. Era una resposta de les autoritats d'aleshores a les fortes immigracions arribades a Catalunya des de la resta d'Espanya.
L'any 1970 se n'inicia la primera fase, amb la construcció dels 4.156 primers habitatges, 98 locals i la urbanització interior. Abans de l'inici de la construcció de la 2a fase, el Ministeri d'Obres Públiques duu a terme la construcció de l'autopista Barcelona-Terrassa i el tercer cinturó, ocupant tres quartes parts del terreny previst per a aquesta segona fase, per la qual cosa només es poden construir 1.216 nous habitatges i 38 locals.
Les obres acaben l'any 1973, amb 5.372 habitatges edificats, però no s'inaugura fins a l'any 1975. L'acte d'inauguració fou a càrrec del llavors Príncep Joan Carles. També a l'any 1975 s'enderroca la masia de Santfeliu, un dels únics vestigis històrics de l'actual municipi, i actualment en el seu solar hi trobem la biblioteca municipal. Actualment les úniques proves del seu passat agrícola són la presència d'alguns lledoners i ametllers.
El 14 d'abril del 1994, es va constituir per primera vegada l'Ajuntament de Badia del Vallès, independitzant-se d'una mancomunitat formada per Barberà i Cerdanyola, i deixà de ser un barri perifèric, creant-se així la ciutat actual.
La masia Can Santfeliu, amb els seus terrenys corresponents i una zona de camp, propietat d'Elisa Badia, van ser convertits en una ciutat plena de blocs de pisos, la majoria d'ells prefabricats amb un sistema francès de construcció de peces modulars, al costat d'espais oberts enjardinats i àmplies avingudes.
Aquest tipus d'habitatges eren la clara expressió del desarrollismo franquista que va voler crear un nou model de ciutat on convisquessin diferents classes socials. Per a això es van distribuir el 66% d'aquesta habitatges entre funcionaris i empleats d'empreses públiques i el restant 34% habitatges van ser atorgades a treballadors a través de l'Obra Sindical del Hogar.
Les famílies a les quals se'ls havia atorgat l'habitatge tenien un termini d'un any per a traslladar-hi la seva residència. Un nombre significatiu d'habitatges estaven desocupats. Transcorregut aquest termini, es va originar un procés d'ocupació per altres famílies coneixedores de la situació.
La falta d'equipaments i serveis, exceptuant quatre col·legis d'ensenyament primari, va donar pas a un moviment associatiu i veïnal potent. Quatre col·legis d'ensenyament primari més, un centre de Formació Professional, un institut de batxillerat, tres guarderies públiques, un mercat municipal, un nou Centre d'Assistència Primària, un casal per a la gent gran i una biblioteca van ser els assoliments d'aquesta lluita veïnal, sent el Centre Cívic la demanda que més anys va trigar a acomplir-se: catorze anys. No es va inaugurar fins a l'any 2002.
Una altra singularitat de Badia del Vallès és que, igual que els habitatges, tots els equipaments existents en el municipi són de titularitat pública. Aquest moviment associatiu i veïnal, després dels assoliments reivindicatius inicials, es va organitzar entorn de la Federació d'Entitats Culturals de Badia del Vallès. Aquesta entitat va ser la primera federació d'àmbit territorial que es va constituir a Catalunya i serveix com a model organitzatiu.
Com que tots els habitatges del municipi són de protecció oficial, tenen un preu màxim fixat i el canvi de titularitat necessita el vistiplau d'ADIGSA, empresa pública de la Generalitat, tot i que la pràctica habitual és que les vendes es produeixin a preus semblants als de mercats, generant problemes financers i fiscals.
Actualment la major part dels edificis d'habitatge de la població ja han complert més de 45 anys. Aquest fet i sumat a les pobres condicions amb les quals es van construir els diferents blocs així com l'ús de materials de poca qualitat i nocius per la salut (fibrociment amb amiant) han fet que l'estat de conservació de molts d'ells sigui baix. Es calcula que el 60% dels blocs presenten patologies importants i un 8% patologies greus, i que 9 de cada 10 edificis tenen amiant en un estat tan degradat que hauria de ser retirat tan aviat com sigui possible per tal de garantir la salut dels badiencs. De fet, es calcula que hi ha 17 kg d'amiant-ciment per cada veí de la ciutat.
És un dels municipis més petits d'Espanya i amb una de les densitats de població més altes. La població resideix en blocs de pisos, d'entre 5 i 16 plantes, envoltats de parcs i zones verdes.

## Indústria
La indústria de la localitat és el comerç, els serveis i l'hostaleria. Bars, restaurants, cafeteries, botigues, el mercat municipal i els serveis socials, culturals i esportius constitueixen la major font d'ocupació de la ciutat.
La majoria d'habitants treballen en localitats properes, com Cerdanyola del Vallès, Sabadell o Barberà del Vallès, amb les quals limita, o bé a Barcelona, situada a 18 km.

## Comunicacions
Malgrat que dues autopistes la creuen (la C-58 Barcelona-Manresa i l'AP-7 València-La Jonquera), Badia no disposava de cap sortida ni entrada per aquestes vies. Per a accedir al municipi calia fer-ho, mitjançant la carretera de l'Aeroport de Sabadell (sortida Sabadell Sud de la C-58), bé per un carrer que connecta amb Barberà del Vallès i al qual es pot accedir gràcies a la N-150 o per un vial que connecta amb Cerdanyola per la Clota. L'any 2008 Sabadell va posar en marxa el pla urbanístic Sabadell Parc Empresarial a la zona de Sant Pau de Riu Sec, materialitzant ja a l'any 2011, una altra entrada al municipi que permet l'accés a la C-58.

## Festivitats
- Festa Major - Tercer diumenge de juny.
- 14 d'abril: festa local en commemoració de la independència municipal.

## Curiositats
El mapa de Badia del Vallès reprodueix el mapa de la península Ibèrica i les Illes Balears. Les vies públiques tenen noms geogràfics (Av. Cantàbric, Av. del Mediterrani, etc.) i estan situades aproximadament en el lloc corresponent del citat mapa.

## Demografia
Des de la creació del municipi, la població no ha parat de disminuir progressivament.
| 1996   | 1998   | 2000   | 2002   | 2004   | 2006   | 2008   | 2010   | 2012   | 2014   |
| ------ | ------ | ------ | ------ | ------ | ------ | ------ | ------ | ------ | ------ |
| 17.058 | 16.085 | 15.533 | 14.600 | 14.313 | 14.123 | 13.829 | 13.703 | 13.563 | 13.553 |

| 2016   | 2018   | 2020   | 2022   | 2024   | 2026 | 2028 | 2030 | 2032 | 2034 |
| ------ | ------ | ------ | ------ | ------ | ---- | ---- | ---- | ---- | ---- |
| 13.482 | 13.417 | 13.415 | 13.163 | 13.118 | -    | -    | -    | -    | -    |

## Política i Administració
Des de la creació del municipi l'any 1995, l'ajuntament ha estat governat pel PSC. Des del 29 de juny de 2024, l'alcalde és Josep Martínez Valencia
| Composició del ple municipal |      |      |      |      |      |      |      |      |
| Partit                       | 1995 | 1999 | 2003 | 2007 | 2011 | 2015 | 2019 | 2023 |
| PSC - CP                     | 6    | 7    | 12   | 11   | 7    | 8    | 10   | 11   |
| TFB                          |      |      |      |      |      |      | 4    | 2    |
| C's                          |      |      |      | 0    | 0    |      | 2    | 0    |
| PP                           | 2    | 1    | 2    | 2    | 3    | 1    | 0    | 1    |
| ERC                          | 0    | 0    | 0    | 0    | 0    | 0    | 1    | 1    |
| Vox                          |      |      |      |      |      |      |      | 2    |
| AEB - CAV                    | 0    | 2    | 1    | 4    | 4    | 5    |      |      |
| ICV                          | 6    | 1    | 1    | 1    | 1    | 3    |      |      |
| CiU                          | 3    | 2    | 1    | 0    | 1    | 0    |      |      |
| JuntsxCat (Coalició)         |      |      |      |      |      |      | 0    | 0    |
| PxC                          |      |      |      |      | 1    | 0    |      |      |
| PEIP                         | 0    | 4    | 0    |      |      |      |      |      |
| Total                        | 17   | 17   | 17   | 17   | 17   | 17   | 17   |      |

1. ↑  Coalició de BeC i CAV
2. 1 2  En coalició amb EUiA